# كريس آدامز (لاعب كريكت)
كريس آدامز (6 مايو 1970 في المملكة المتحدة - ) (بالإنجليزية: Chris Adams)‏ هو لاعب كريكت أسترالي. شارك مع منتخب إنجلترا للكريكت. أما مع النوادي، فقد لعب مع نادي مقاطعة ديربيشاير للكريكت ‏ ونادي مقاطعة ساسكس للكركيت ‏ وآي سي تي كومتس ‏.

## وصلات خارجية
- كريس آدامز على موقع إي آس بي آن كريك إنفو (الإنجليزية)